# Матвеева, Клара Алексеевна
Кла́ра Алексе́евна Матве́ева (1926—2019) — советский скульптор, член Союза художников России, автор скульптуры Юрия Гагарина на историческом месте его приземления.

## Биография
Родилась 15 мая 1926 года в Горном Балыклее Сталинградской губернии. В 1944 году поступила в Саратовское художественное училище. Окончив его, в 1949 году переехала в г. Энгельс. Недолгая работа в городском драматическом театре, от бедности декораций которого, воспитанная на саратовских театрах, она ушла сначала в Товарищество художников, а в 1958 году — во Дворец пионеров, Здесь К. А. Матвеева в полной мере нашла своё призвание, работая оформителем сцены, руководителем "Театра юных", изобразительного кружка. Среди её учеников: М. Усанов и К. Еремеева — члены Союза художников России, монументалисты — Н. Четвертнова, живописец — А. Жевак, архитекторы — Е. Хайлов, В. Родин, а также другие скульпторы, руководители художественных кружков, преподаватели школ искусств. В 1950-е и 1960-е годы педагогическая работа и семья оставляли мало времени для творчества. 
В 1970-е годы Клара Алексеевна увлеклась скульптурой, прошла практику в Ленинградском институте им. Ильи Репина. К. А. Матвеева создала большое количество скульптурных портретов из гипса и мрамора многих выдающихся личностей.
В конце марта 1971 г. Энгельсский отдел архитектуры дал задание своему художнику Виталию Михайловичу Колесову облагородить территорию вокруг обелиска на месте приземления Ю. А. Гагарина.
Колесов запланировал газоны, дорожки, цветники, перед обелиском – бюст Ю. А. Гагарина. Клара Алексеевна предложила другое, более динамичное, решение — скульптуру космонавта. В столь короткие сроки выполнить скульптуру в «твёрдом материале» было практически невозможно. По утверждённому эскизу Клара Алексеевна вылепила гипсовую модель высотой 2,5 м. Гипсовую скульптуру установили в Музее воинской славы Лётного городка.
В конце мая 1971 г. К. А. Матвеева приступила к выполнению глиняной модели для отливки в твёрдом материале. Глину для скульптуры нашли на улице Волоха и привезли во двор Дворца пионеров. Потом вёдрами перетаскивали в мастерскую, где её заваривали кипятком, а потом дробили киянками. Лепка скульптуры выполнялась в студии Дворца пионеров (ныне ДТДиМ). Ученики скульптора, видя, с каким энтузиазмом и любовью выполняется эта работа, тоже загорались и самоотверженно готовили глину для работы, старательно облепливали «бабочки» (деревянные крестики) каркаса. В августе 1971 г. был отлит монумент из белого цемента высокой марки с белой калиброванной мраморной крошкой…
Девять лет простоял белокаменный Гагарин в деревянном коробе во Дворце пионеров. К. А. Матвеева следила за монументом, чистила, понемногу дорабатывала. 12 апреля 1981 года памятник был установлен на месте приземления космонавта № 1. По воспоминаниям очевидцев, увидев скульптуру сына, мать Гагарина произнесла: «Юрочка как живой...».
Среди других работ Матвеевой, украшающих г. Энгельс, — композиция «Крупская с пионерами-героями» и скульптура юного Льва Кассиля «Фантазёр», установленная в июле 2006 года в сквере возле Энгельсского технологического института.
Клара Алексеевна подготовила и провела шесть персональных выставок живописи, графики и скульптуры.
В 1997 году была удостоена звания «Почётный гражданин города Энгельса». Последние годы жизни К. А. Матвеева провела в Нью-Йорке, где скончалась 7 апреля 2019 года.